# 대근이가 왔소
대근이가 왔소는 한국에서 제작된 최영철 감독의 1979년 드라마, 멜로/로맨스 영화이다. 이대근 등이 주연으로 출연하였고 김인동 등이 제작에 참여하였다.

## 출연

### 주연
- 이대근
- 김보미
- 문태선
- 진봉진
- 김하림

## 제작진
- 조명: 마용천
- 녹음: 손인호
- 미술: 조경환